# Antoni Coll i Pontanilla
Antoni Coll i Pontanilla (Sabadell, 6 d'abril de 1959) és un ciclista català, ja retirat, que fou professional entre 1980 i 1989. Els seus èxits més destacats foren dues victòries d'etapa a la Volta a Espanya, el 1982 i 1984. El seu germà Josep també fou ciclista professional entre els anys 1986 i 1987 amb l’equip Colchón CR.

## Palmarès
- 1979
  - 1r a la Volta a Lleida
- 1981
  - 1r a la Volta a Aragó
  - Vencedor d'una etapa de la Volta de les Tres Províncies
- 1982
  - 1r al Gran Premi de Laudio
  - Vencedor d'una etapa a la Volta a Espanya
  - Vencedor d'una etapa a la Volta a Euskadi
  - Vencedor d'una etapa a la Volta a Cantàbria
- 1983
  - Vencedor d'una etapa de la Volta a Catalunya
  - Vencedor d'una etapa de la Volta de les Tres Províncies
  - Vencedor d'una etapa de la Volta a Astúries
  - Vencedor de 2 etapes a la Volta a Cantàbria
- 1984
  - Vencedor d'una etapa a la Volta a Espanya

### Resultats a la Volta a Espanya
- 1981. 5è de la classificació general
- 1982. Abandona (10a etapa). Vencedor d'una etapa
- 1983. Abandona (13a etapa)
- 1984. 12è de la classificació general. Vencedor d'una etapa
- 1985. 17è de la classificació general
- 1987. 55è de la classificació general
- 1988. 89è de la classificació general

### Resultats al Tour de França
- 1982. 70è de la classificació general
- 1984. 66è de la classificació general
- 1988. Abandona (5a etapa)